# Lohaynny Vicente
Lohaynny Caroline de Oliveira Vicente (Río de Janeiro, 2 de mayo de 1996) es una deportista brasileña que compitió en bádminton. Ganó dos medallas en los Juegos Panamericanos de 2015, plata en dobles y bronce en dobles mixto.

## Palmarés internacional
| Juegos Panamericanos | Juegos Panamericanos | Juegos Panamericanos | Juegos Panamericanos |
| Año                  | Lugar                | Medalla              | Prueba               |
| -------------------- | -------------------- | -------------------- | -------------------- |
| 2015                 | Toronto (Canadá)     | Medalla de plata     | Dobles               |
| 2015                 | Toronto (Canadá)     | Medalla de bronce    | Dobles mixto         |